# Pentou River
Der Pentou River (auch: Penton River) ist ein Zufluss des Hampstead River im Norden von Dominica im Parish Saint Andrew.

## Geographie
Der Pentou River ist der längste Zufluss des Hampstead River. Er entspringt in den Ausläufern des Morne Diablotins auf ca. 400 m über dem Meer. Er fließt stetig nach Norden und nimmt von Osten noch einige Bäche aus der Hampstead Ridge auf, passiert Wind Blow und verläuft im Unterlauf parallel, aber stark mäandrierend zum kleinen Belibu River, um dann in Küstennähe, auf ca. 30 m in den Hampstead River zu münden. Der Fluss ist ca. 9,3 km lang. Im Quellgebiet schließt im Osten das Einzugsgebiet des Mamelabou River (Hodges River) an. In seinem Lauf durchquert er großteils das Northern Forest Reserve.